# Shafik Wazzan

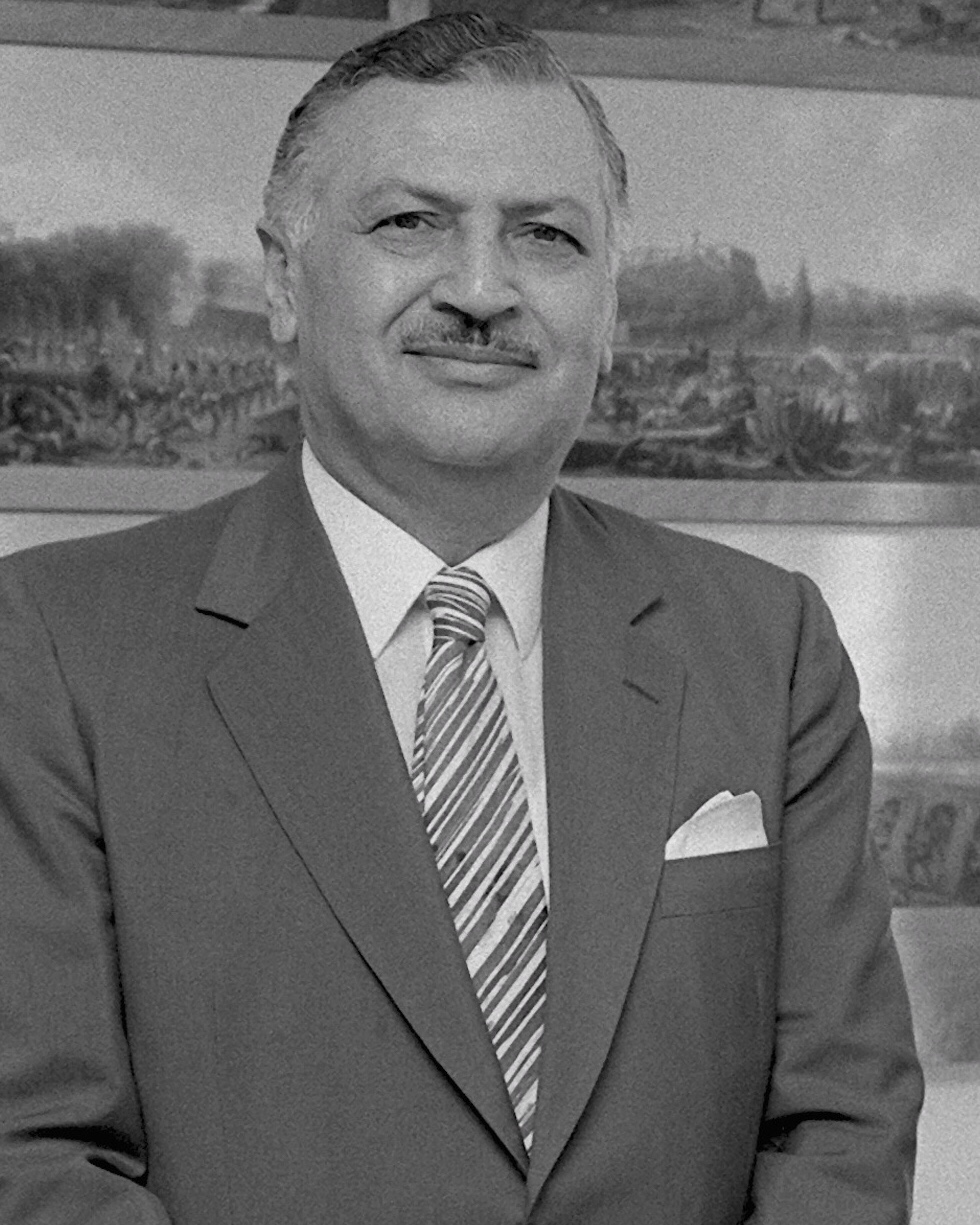
Shafik Wazzan

Shafik Al-Wazzan (tiếng Ả Rập: شفيق الوزان, 1925 – 8 tháng 7 năm 1999) là thủ tướng thứ 27 của nước Cộng hòa Liban từ năm 1980 đến năm 1984. Tháng 12 năm 1991, Wazzan bị thương khi một quả bom xe phát nổ tại khu phố Basta Al Fouka nơi ông sống ở thủ đô Beirut khi ông đang đi qua một chiếc xe bọc thép.
Sau khi cuộc xung đột chính trị kết thúc mà không có chính phủ trong 137 ngày, Wazzan được kêu gọi nhậm chức thủ tướng. Ông giám sát việc quân du kích Palestine rút khỏi Beirut năm 1982. Năm sau ông đã thương thảo thành công với Israel để quân đội nước này rút khỏi Liban.
Shafik Wazzan có một con trai (TS.Wassim Al Wazzan) và một con gái, ông qua đời năm 1999 ở tuổi 74.